# Воскресенське (Гдовський район)
Воскресенське (рос. Воскресенское) — присілок в Гдовському районі Псковської області Російської Федерації.
Населення становить 20 осіб. Входить до складу муніципального утворення Добручинська волость.

## Історія
Від 2005 року входить до складу муніципального утворення Добручинська волость.

## Населення
| 2001 | 2002 | 2010 |
| ---- | ---- | ---- |
| 38   | ↘27  | ↘20  |